# Дружиніно (Новосибірська область)
Дружиніно (рос. Дружинино) — присілок у Купинському районі Новосибірської області Російської Федерації.
Входить до складу муніципального утворення Яркульська сільрада. Населення становить 95 осіб (2010).

## Історія
Згідно із законом від 2 червня 2004 року органом місцевого самоврядування є Яркульська сільрада.

## Населення
| 2002 | 2007 | 2010 |
| ---- | ---- | ---- |
| 173  | ↘122 | ↘95  |